# Wołodymyr Koczanow
Wołodymyr Wałerijowycz Koczanow (ukr. Володимир Валерійович Кочанов; ur. 20 marca 2003) – ukraiński zapaśnik walczący w stylu wolnym.
Srebrny medalista MŚ wojskowych w 2025. Trzeci na MŚ U-23 w 2024. Wicemistrz Europy U-23 w 2023 i 2025. Trzeci na ME juniorów w 2023 roku.